# Adlan Varajev
Adlan Abujevič Varajev (rusky Адлан Абуевич Вараев), (* 2. ledna 1962 Sadovoe, Sovětský svaz - 4. května 2016) byl sovětský zápasník, volnostylař čečenské národnosti. Stříbrný olympijský medailista z roku 1988, mistr a vicemistr světa a trojnásobný mistr Evropy. Po skončení aktivní sportovní kariéry se věnoval trenérské práci. Byl vicepresidentem Ruské federace zápasu.

## Biografie
V roce 1982 se Varajev stal juniorským mistrem Evropy v lehké váze. V roce 1985 pak debutoval v sovětské reprezentaci, kde nastupoval ve velterové váze. V roce 1986 vybojoval stříbro a v roce 1987 zvítězil na mistrovství světa. O rok později vybojoval stříbro na olympijských hrách v Soulu. V letech 1986, 1987 a 1988 vybojoval titul mistra Evropy. V letech 1986 a 1987 byl sovětským šampionem.
Aktivní sportovní kariéru ukončil po pádu Sovětského svazu a dále se věnoval práci trenéra. Byl trenérem ruského volnostylařského týmu a v roce 1996 získal titul Zasloužilý trenér Ruska.
V noci z 3. na 4. května utonul poté, co uklouzl, když se chtěl vyfotografovat s řekou Argun na pozadí.